# Вірджинія Медсен
Вірджинія Медсен (англ. Virginia Madsen; нар. 11 вересня 1961, Чикаго, Іллінойс, США) — американська акторка та продюсерка. Лавреатка двох кінопремій «Вибір критиків», премії «Незалежний дух» та премії Гільдії кіноакторів. Номінантка премії «Оскар» і нагороди «Золотий глобус». На власній продюсерській студії «Title IX Prods.» зняла фільми «I Know a Woman Like That» про життя літніх жінок та «Fighting Gravity» про неможливість жінок-стрибунок з трампліну домогтися визнання на Олімпійських іграх.
Дебютувала в кіно у 1983 році епізодичною роллю у фільмі «Клас». Прорив у кар'єрі стався наступного року, коли вона зіграла принцесу Ірулан у фільмі Девіда Лінча «Дюна». Після ряду ролей у підліткових фільмах, комедіях і трилерах Медсен отримала визнання критики і премію «Сатурн» за найкращу жіночу роль за роль студентки Гелен Лайл у фільмі «Кендімен» (1992). Також у 90-х вона зіграла у фільмах «Пророцтво» (1995), «Привиди Міссісіпі» (1996) і «Благодійник» (1997). За роль офіціантки Майї Рендалл у фільмі «На узбіччі» (2004) Медсен була номінована на «Оскар» за найкращу жіночу роль другого плану. До її фільмографії входять такі популярні фільми, як «Компаньйони» (2006), «Число 23» (2007), «Привиди в Коннектикуті» (2009), «Джой» (2015) та «Лола» (2024).
Окрім кіно, Медсен зіграла у телесеріалах «Агентство „Місячне сяйво“» (1989), «Фрейзер» (1998), «Американські мрії» (2002—2003), «Монк» (2009), «Подія» (2011), «Пекло на колесах» (2012), «Відьми Іст-Енду» (2013—2014), «Останній кандидат» (2016—2017) та «Болотяна істота» (2019).

## Ранні роки
Медсен народилася в Чикаго, штат Іллінойс. Вона є дочкою Елейн Медсен (до шлюбу Мелсон), поетеси, режисерки і драматургині, яка часто працювала на PBS, і Кельвіна Медсена, пожежника. Її старший брат — актор Майкл Медсен. Її дідусь і бабуся по батьківській лінії переїхали в США з Данії на початку XX століття, а у її предків по материнській лінії є ірландське та індіанське коріння. Медсен є випускницею середньої школи «Нью-Трієр» в місті Віннетка, штат Іллінойс.
Після закінчення школи Вірджинія вчилася у акторській студії Теда Лісса в Чикаго і відвідувала семінар в театрі «Harand Camp Adult Theater» в Елкгарт-Лейк в Вісконсіні. Про свій досвід роботи з Ліссом вона сказала:
|  | Я хотіла приєднатися до його класу з 12 років. Це було варте очікування, тому що я не думаю, що я змогла б отримати таке навчання де-небудь ще, особливо в Сполучених Штатах… Я завжди хотіла зробити акторську кар'єру. Оригінальний текст (англ.) I had wanted to join his class since I was 12. It was well worth the wait because I don't think I could have got that sort of training anywhere else, especially in the United States… I always wanted to make a real career out of acting. |

## Кар'єра

### Кіно
Вперше Вірджинія Медсен з'явилася на екрані в епізодичній ролі Ліси у підлітковій комедії «Клас» 1983 року. У наступному році вона з'явилася в ролі віолончелістки Меделін у кінострічці «Електричні мрії», що стала першим фільмом кіностудії Virgin Films. У тому ж році вона виконала роль принцеси Ірулан в науково-фантастичному фільмі Девіда Лінча «Дюна».
Медсен набула популярності у 1986 році, втіливши ученицю католицької школи, яка закохалася в утікача з колонії, у стрічці «Клин клином». У 1987 році вона зіграла роль королеви краси Діксі Лі Бокс (англ. Dixie Lee Boxx), об'єкта любовного інтересу менеджера бейсбольної ліги у телевізійному фільмі «Довгий шлях».
Вона з'явилася у ролі двоюрідної сестри головної героїні, Медді Гейс, в останньому сезоні серіалу «Агентство „Місячне сяйво“».
У 1992 році виконала головну роль в фільмі жахів «Кендімен». Під час зйомок Медсен вводили у стан гіпнозу, з тим щоб у певних сценах її зіниці залишалися розширеними. Режисер Бернард Роуз не хотів використовувати кліше, коли персонажка у кадрі виражає свій жах перед лиходієм типовим нестерпним криком. Проте після кількох гіпнотичних сеансів Медсен заявила режисерові, щоб більше не бажає піддаватися гіпнозу. В інтерв'ю, яке відзняли спеціально до випуску фільму на DVD у 2004 році, Вірджинія Медсен розповідає, що були знімальні дні, які через гіпноз вона просто не пам'ятає.
Потім були дві ролі спокусниць: Доллі Харшоу (англ. Dolly Harshaw) у фільмі Денніса Гоппера «Гра з вогнем» і Енн у картині «Опік третього ступеня» з Трітом Вільямсом у головній ролі.
У 1999 році вона була співведучою фінального сезону телевізійного шоу каналу CBS «Нерозгадані таємниці».
Медсен виконала невелику, але ключову роль в драмі Френсіса Форда Копполи «Благодійник» з Меттом Деймоном у головній ролі. Кінокритик Роджер Еберт помітив, що у Медсен була «сильна сцена» у фільмі, в той час як Джеймс Берардінеллі відзначав переконливу гру акторів, які виконували ролі другого плану, і в тому числі роль свідка з боку позивача в виконанні Вірджинії Медсен.
Більше 20 років Медсен грала в малозначних фільмах, поки не отримала визнання критики й акторів за роль у стрічці «На узбіччі» (2004), яка вивела її в зоряний список Голлівуду. За цю роль вона отримала номінації на «Оскар» і «Золотий глобус». Наступною головною роллю Медсен стала роль дружини Джека Стенфілд (Харрісон Форд) у фільмі «Вогняна стіна» (2006). Пізніше вона з'явилася в останній картині Роберта Олтмена «Компаньйони», виконавши ключову роль небезпечної жінки. Вона також знімалася з Біллі Бобом Торнтоном у фільмі «Астронавт Фармер» («Фермер, астронавт») і Джимом Керрі у фільмі «Число 23». Обидві картини вийшли в прокат 23 лютого 2007.
Медсен озвучила Іполиту, королеву амазонок і матір Диво-жінки, в мультиплікаційному фільмі «Чудо-жінка» (2009).
Вірджинія Медсен була в журі драматичного кіно на кінофестивалі «Санденс» в 2009.
У 2016 році вийшла стрічка «Дивись на всі боки», в якій акторка виконала роль матері головного героя.

### Телебачення
Медсен з'являлася в багатьох серіалах, в тому числі «Зоряний шлях: Вояджер», «CSI: Місце злочину Маямі», «Літо наших надій», "Практика «і» Фрейзьєр ". У парі з Реєм Ліотта зіграла головну жіночу роль в серіалі «Злодії Екстра класу». Вона часто з'являлася в заключному сезоні «Детектива Монка».
У 2010 вона отримала головну роль в серіалі каналу ABC «Шахраї». У 2013 році вона замінила Гленн Гедлі в ролі Пенелопи Гардінер в серіалі Lifetime «Відьми Іст-Енду».

### Продюсерська діяльність
У 2008 Медсен створила власну продюсерську компанію «Title IX Prods.». Її першим проєктом став документальний фільм «I Know a Woman Like That» (англ. Я знаю таку жінку), режисеркою якого виступила матір Вірджинії — Елейн Медсен. Фільм розповідає про життя літніх жінок. Після виходу фільму Вірджинія зізналася, що на зйомки її надихнула активна життєва позиція її матері:
|  | Саме активність і продуктивність моєї матері дали мені підставу думати, що такий проєкт вдасться. На самому початку, коли задум тільки оформився, вона сказала: «Я дуже зайнята. Я їду в Голландію, а потім роз'їжджаю туди-сюди, та ще я пишу книгу». Але ж фільм саме про це. Оригінальний текст (англ.) [My mother's level of activity, of productivity, was exactly why I thought a project like this would work. Originally, when we put the idea together, she had said, "I'm far too busy. I'm going to Holland, and then I'm going here and there and I'm writing my book. "But that's really what it's about.] Помилка: [undefined] Помилка: {{Lang}}: немає тексту (допомога): не вказано код мови (допомога) |

Її другий проєкт називається «Fighting Gravity». Він розповідає про неможливість жінок-стрибунок з трампліну домогтися визнання на Олімпійських іграх.

## Особисте життя
Коли Медсен переїхала в Голлівуд, вона була заручена з актором Біллі Кемпбеллом. У 1989 році вона пошлюбила актора Денні Г'юстона, з яким познайомилася на зйомках фільму «Містер Північ» (1988). У 1992 році вони розлучилися.
Мала стосунки з актором Антоніо Сабато молодшим, від якого 6 серпня 1994 народила сина Джека-Антоніо.
З 2020 року одружена з актором Ніком Голмсом, молодшим від неї на 20 років.
У Медсен часткова гетерохромія, яка є генетичним захворюванням. Одне око у неї зелене, а інше — наполовину зелене і наполовину каре.

## Фільмографія

### Кінофільми
| Рік  |    | Українська назва          | Оригінальна назва                   | Роль                     |
| ---- | -- | ------------------------- | ----------------------------------- | ------------------------ |
| 1983 | ф  | Клас                      | англ. Class                         | Ліса                     |
| 1984 | ф  | Електричні мрії           | англ. Electric Dreams               | Меделін Робістат         |
| 1984 | ф  | Дюна                      | англ. Dune                          | Принцеса Ірулан          |
| 1986 | ф  | Клин клином               | англ. Fire with Fire                | Ліса Тейлор              |
| 1987 | ф  | Танець смерті             | англ. Slam Dance                    | Йоланда Колдвелл         |
| 1991 | ф  | Горець 2: Оновлення       | англ. Highlander II: The Quickening | Луїза Маркус             |
| 1992 | ф  | Кендімен                  | англ. Candyman                      | Гелен Лайл               |
| 1994 | ф  | Синій тигр                | англ. Blue Tiger                    | Джина Хейз               |
| 1995 | ф  | Пророцтво                 | англ. The Prophecy                  | Кетрін                   |
| 1996 | ф  | Привиди Міссісіпі         | англ. Ghosts of Mississippi         | Діксі Делафер            |
| 1997 | ф  | Благодійник               | англ. The Rainmaker                 | Джекі Леманчик           |
| 1999 | ф  | Привид будинку на пагорбі | англ. The Haunting                  | Джейн Венс               |
| 2002 | ф  | Американська зброя        | англ. American Gun                  | Пенні Тіллман            |
| 2004 | ф  | На узбіччі                | англ. Sideways                      | Майя                     |
| 2006 | ф  | Компаньйони               | англ. A Prairie Home Companion      | Небезпечна жінка         |
| 2006 | ф  | Астронавт Фермер          | англ. The Astronaut Farmer          | Одрі Фермер              |
| 2007 | ф  | Число 23                  | англ. The Number 23                 | Аґата Сперроу / Фабріція |
| 2009 | мф | Диво-Жінка                | англ. Wonder Woman                  | Іпполіта                 |
| 2009 | ф  | Привиди в Коннектикуті    | англ. The Haunting in Connecticut   | Сара Кемпбелл            |
| 2010 | ф  | Геніальний тато           | англ. Father of Invention           | Лорейн Кінґ              |
| 2011 | ф  | Червона шапочка           | англ. Red Riding Hood               | Сьюзетт                  |
| 2012 | ф  | Третій акт                | англ. The Magic of Belle Isle       | Шарлотта О'Ніл           |
| 2013 | ф  | Припливи                  | англ. The Hot Flashes               | Клементіна Уінкс         |
| 2015 | ф  | Повсталі мерці            | англ. Dead Rising: Watchtower       | Меґґі                    |
| 2015 | ф  | Джой                      | англ. Joy                           | Террі Манґано            |
| 2016 | ф  | Дивись на всі боки        | англ. Better Watch Out              | Деандра Лернер           |
| 2018 | ф  | 1985                      | англ. 1985                          | Ейлін                    |
| 2021 | ф  | Кендімен                  | англ. Candyman                      | Гелен Лайл               |
| 2022 | ф  | Здобич для Диявола        | англ. The Devil's Light             | доктор Пітерс            |
| 2024 | ф  | Лола                      | англ. Lola                          | Мона                     |

### Телебачення
| Рік       |    | Українська назва                    | Оригінальна назва                              | Роль                                                  |
| --------- | -- | ----------------------------------- | ---------------------------------------------- | ----------------------------------------------------- |
| 1985      | с  | Муссоліні: Нерозказана історія      | англ. Mussolini: The Untold Story              | Клара Петаччі (3 епізоди)                             |
| 1987      | тф | Довгий шлях                         | англ. Long Gone                                | Діксі Лі Бокс                                         |
| 1989      | с  | Агентство «Місячне сяйво»           | англ. Moonlighting                             | Ені Кернок (3 епізоди)                                |
| 1989      | тф | Опік третього ступеня               | англ. Third Degree Burn                        | Енн Скоулз                                            |
| 1994      | с  | Земля 2                             | англ. Earth 2                                  | танцівниця (Епізод: "The Church of Morgan")           |
| 1997      | тф | Страж апокаліпсису                  | англ. The Apocalypse Watch                     | Керін де Вріє                                         |
| 1998      | с  | Зоряний шлях: Вояджер               | англ. Star Trek: Voyager                       | Келлін (Епізод "Unforgettable")                       |
| 1999      | с  | Фрейзер                             | англ. Frasier                                  | Кассандра Стоун (4 епізоди)                           |
| 2001      | с  | Практика                            | англ. The Practice                             | Марша Еллісон (2 епізоди)                             |
| 2002      | мс | Ліга Справедливості                 | англ. Justice League                           | доктор Сара Корвін (Епізод: "The Brave and the Bold") |
| 2002—2003 | с  | Американські мрії                   | англ. American Dreams                          | Ребекка Сендсторм (14 епізодів)                       |
| 2003      | с  | Затока Доусона                      | англ. Dawson’s Creek                           | Меді Ален (2 епізоди)                                 |
| 2003      | мс | Людина-павук                        | англ. Spider-Man: The New Animated Series      | Срібний Соболь (2 епізоди)                            |
| 2003      | с  | C.S.I.: Місце злочину Маямі         | англ. CSI: Miami                               | Кріста Волкер (Епізод: "Death Grip")                  |
| 2005      | мс | Підлітки-Титани                     | англ. Teen Titans                              | Анґела Рот / Арелла (Епізод: "The Prophecy")          |
| 2005—2006 | мс | Ліга справедливості: Без меж        | англ. Justice League Unlimited                 | Вероніка Сінклеїр / Рулетка (2 епізоди)               |
| 2006—2007 | с  |                                     | англ. Smith                                    | Хоуп Стівенс (7 епізодів)                             |
| 2009      | с  | Монк                                | англ. Monk                                     | Ті Кей Дженсен (3 епізоди)                            |
| 2010      | с  |                                     | англ. Scoundrels                               | Шеріл Вест (8 епізодів)                               |
| 2011      | с  | Подія                               | англ. The Event                                | сенатор Кетрін Льюїс (4 епізоди)                      |
| 2012      | с  | Пекло на колесах                    | англ. Hell on heels                            | Місіс Ханна Дюрант (3 епізоди)                        |
| 2013—2014 | с  | Відьми Іст-Енду                     | англ. Witches of East End                      | Пенелопа Гардінер (8 епізодів)                        |
| 2015      | с  | Закон і порядок: Спеціальний корпус | англ. Law & Order: Special Victims Unit        | Бет Енн Роллінз (Епізод: "Maternal Instincts")        |
| 2016      | с  | Американська Готика                 | англ. American Gothic                          | Меделін Готорн (13 епізодів)                          |
| 2016—2017 | с  | Останній кандидат                   | англ. Designated Survivor                      | Кімбл Гукстрейтін (15 епізодів)                       |
| 2016—2019 | с  | Елементарно                         | англ. Elementary                               | Кімбл Гукстрейтін (3 епізоди)                         |
| 2017      | мс | Вольтрон: Легендарний захисник      | англ. Obliterated                              | Коммандер Хіра (Епізод: "Hole in the Sky")            |
| 2018      | с  | Правда про справу Гаррі Квеберта    | англ. The Truth About the Harry Quebert Affair | Тамара Квін (10 епізодів)                             |
| 2019      | с  | Болотяна істота                     | англ. Swamp Thing                              | Марія Сандерленд (10 епізодів)                        |
| 2023      | с  |                                     | англ. Obliterated                              | Мардж Макнайт (Епізод: "Walks of Shame")              |

## Виноски
1. ↑  Початковий монолог Медсен з «Дюни» («У цей час найдорогоціннішою речовиною у Всесвіті є пряність меланж. Меландж продовжує життя. Меландж розширює свідомість») був використаний ізраїльським гуртом Astral Projection[en] у їхніх треках «Dancing Galaxy» та «Ambient Galaxy», що увійшли до їхньому альбому «Dancing Galaxy». Також цей монолог використав драм-енд-бейс музикант Aphrodite[en] у своїй пісні «Spice (Even Spicier)».